# Elektron
Elektron je subatomární částice se záporným elektrickým nábojem. Elektrony tvoří obal atomu kolem atomového jádra. Elektrony jsou nositeli náboje při vedení elektrického proudu v kovech, polovodičích (majoritní v typu N) a v elektrických výbojích v plynech i ve vakuu (např. katodové záření). Také ionizující záření beta (β–) je tvořeno elektrony.
Elektron jakožto elementární částice patří mezi leptony, tj. mezi částice, které nejsou schopny silné interakce, ale pouze elektromagnetické a slabé interakce. Protože má polovinový spin, jedná se o fermion a řídí se Fermiho–Diracovou statistikou a platí pro něj Pauliho vylučovací princip.
Slovo elektron pochází z řeckého slova „jantar“ (ήλεκτρον), který zavedl William Gilbert. Elektrické jevy poprvé popsal Thales Milétský na vlastnostech jantarového nástroje, užívaného při předení lnu.

## Základní vlastnosti elektronů
- symbol: e– nebo pouze e;
- jedná se o elementární částici, lepton; je řazen do tzv. 1. generace leptonů
- klidová hmotnost: m0 = 9,109×10−31 kg;
- elektrický náboj: q = – e = – 1,602×10−19 C (záporný elementární náboj);
- elektrický dipólový moment: |d| < 4,1×10−30 e m[2]
- magnetický dipólový moment: μ = – 928,5×10−26 JT−1 (přibližně jeden záporný Bohrův magneton)
- spin: s = ½, elektron je tedy fermion;
- střední doba života: τ > 4,6×1026 let (jedná se o stabilní částici)
- antičástice: pozitron (pro sjednocení názvů byla snaha přejmenovat elektron na negatron)
- hypotetickým supersymetrickým partnerem elektronu je selektron.

## Elektron v atomu
Elektrony jsou (společně s protony a neutrony tvořícími atomová jádra) základními stavebními částicemi hmoty, neboť tvoří elektronový obal atomu, který má rozhodující vliv na chemické vlastnosti atomu a jím tvořené látky, jakož i na charakteristické zářivé vlastnosti (vyzařované i absorpční spektrum).
Kolem jádra - v elektronovém obalu - se v každém atomu vyskytuje přesný počet elektronů, který je stejný jako počet protonů v jádře. Dojde-li k odtržení nebo přidání elektronu, stává se z atomu iont.
Jako ostatní elementární částice lze chování elektronů v atomovém obalu dobře popisovat a vysvětlovat pouze v rámci kvantové teorie. Názornějších zjednodušujících představ o struktuře elektronů v obalu je více. Podle popisu blízkého Schrödingerově obrazu kvantové mechaniky (tzv. vlnové mechaniky) se elektrony vyskytují v různých orbitalech daných elektronovou konfigurací každého elektronu. Jednotlivé orbitaly neurčují přesně polohu elektronu, ale pouze největší pravděpodobnost jeho výskytu a dalšího pohybu. V chemických reakcích se též používá představa o uspořádání elektronů do slupek (opět podle elektronové konfigurace), z nichž se chemické vazby účastní pouze poslední slupka (valenční slupka).
Přechody elektronů mezi jednotlivými energetickými hladinami v elektronovém obalu jsou doprovázeny emisí nebo absorpcí fotonů elektromagnetického záření. K vysvětlení základních spektrálních charakteristik vodíku podobných atomů postačuje zjednodušený Bohrův model atomu, k vysvětlení vlastností spekter atomů se složitějším obalem a změny spekter v magnetickém poli je již potřeba Schrödingerova kvantově-mechanického popisu a započtení vzájemné kvantové interakce spinů elektronů, jemná a hyperjemná struktura spektra již vyžadují relativistický Diracův popis a započtení kvantové interakce se spinem atomového jádra.

### Elektronová konfigurace
Stav elektronu v atomu je popsán elektronovou konfigurací, která je určena několika kvantovými čísly:
- Hlavní kvantové číslo je určeno energií elektronu, n = 1, 2, …
- Vedlejší kvantové číslo je určeno orbitálním momentem hybnosti elektronu, l = 0, 1, …, n-1
- Magnetické kvantové číslo je určeno orbitálním magnetickým momentem hybnosti elektronu, m = -l, …, -1, 0 ,1, …, l
- Spin je určen spinovým momentem hybnosti ms = +½ nebo -½

## Historie
Elektron jako částice byl objeven J. J. Thomsonem v roce 1897. Do té doby se přenášení elektrického náboje vysvětlovalo pomocí přelévání elektrického fluida. J. J. Thomson prováděl pokus s katodovou trubicí, ve které částice emitované ze žhavicího vlákna procházely elektrickým a magnetickým polem a byly těmito poli vychylovány. Thomson z výchylky určil, že částice dopadající na stínítko mají hmotnost asi 1000krát menší než atom vodíku. Z toho usoudil, že se jedná o částice vyskytující se uvnitř atomů, a nazval je korpuskule.
Další vývoj názorů na elektron splývá s objevy dalších subatomárních částic a rozvojem kvantové teorie. Postupně se vyvíjely představy o stavbě atomu (model atomu) a tím též o postavení a pohybu elektronů v atomu – od chaotického rozmístění ve zbylé kladné hmotě (pudinkový model, 1897), přes oběhy kolem jádra podobně jako planety kolem Slunce (planetární model, 1911), přes jednoduché kruhové dráhy (Bohrův model, 1913) a složité stáčející se eliptické dráhy (Sommerfeldův model, 1915) až po pravděpodobnostní výskyty v orbitalech (Erwin Schrödinger, Max Born, Paul Dirac, 1926).